# 당신은 차를 훔치지 않을 것입니다
당신은 차를 훔치지 않을 것입니다는 2004년 7월에 만들어진 저작권 캠페인 광고이다.

## 대중문화
광고는 "당신은 차를 훔치지 않을 것입니다"이라는 문구를 사용하는 것을 포함하여 인터넷 밈에서 패러디되었다.

## 같이 보기
- 그 플로피를 복사하지 마세요